# Javier Arsuaga Lekuona
Javier Arsuaga Lekuona (Tolosa, 1953) és un productor de cinema basc. Va començar com assistent de rodatge a Ander eta Yul (1988) i ¡Ay, Carmela! (1989), cap d'atrezzo a Ke arteko egunak (1989), El invierno en Lisboa (1990), ajudant de producció a Vacas (1991), La ardilla roja (1993) i Tierra (1995). Debutà com a director de producció a Libertarias (1997). Als XVII Premis Goya fou nominat al Goya a la millor direcció de producció pel seu treball a Guerreros.

## Filmografia (com a director de producció)
- Libertarias (1996)
- Asfalto (2000)
- La voz de su amo (2001)
- Guerreros (2002)
- Eskalofrío (2008)
- La buena nueva (2008)
- Alakrana (2010)
- Errementari (2017)
- Una ventana al mar (2019)